# Baptist Knieß
Baptist Knieß, nemški general, * 17. april 1885, † 10. november 1956.